# Manegoldo del Tettuccio
Manegoldo del Tettuccio anche noto come Domenico Manegoldo del Tettuccio (Brescia, ... – ...; fl. XII secolo) è stato un politico italiano, podestà di Genova nel 1191.

## Biografia
Bresciano, Manegoldo del Tettuccio era noto ai suoi contemporanei per le sue capacità e la sua saggezza e per tali motivi venne chiamato a Genova nel 1191 come primo podestà straniero della città per sedare i disordini interni che funestavano il capoluogo ligure. Represse queste diatribe nel sangue, pacificando così il capoluogo ligure per la durata del suo mandato, che però ripresero nuovamente appena il suo incarico terminò.